# Bike
Bike è un brano musicale del gruppo rock britannico Pink Floyd, ultima traccia del loro album di debutto, The Piper at the Gates of Dawn. 

## Il brano
Il testo di Barrett è dedicato alla sua ragazza dell'epoca, Jenny Spires, la stessa contro cui Syd inveisce in Lucifer Sam.
La strofa finale è seguita da un intermezzo strumentale che può essere comparato ad un brano di musica concreta: un rumoroso collage di orologi, gong, campane, un violino e altri suoni modificati con tecniche rudimentali, che sembrano essere collocati nella "altra camera" di cui Barrett parla nel testo. Il finale della canzone dissolve con una maniacale risata simile al verso di un'anatra.
Pare infine che l'autore, per comporre il brano, si sia ispirato ad un paio di canzoni firmate Sellers e Milligan, famose per alcune pellicole degli anni cinquanta e sessanta.

## Versioni alternative
Bike appare anche in due compilation ufficiali dei Pink Floyd: Relics (1971) e Echoes: The Best of Pink Floyd (2001) ed è in entrambi la traccia di chiusura.
In Echoes, la canzone segue High Hopes, che è l'ultima traccia di The Division Bell, l'ultima registrata in studio dal gruppo e, almeno in parte, l'ultimo tributo a Barrett. Il finale di High Hopes sfuma sul suono di due campane e, per rendere più netta la contrapposizione tra le due canzoni, a Bike, in questa compilation, è stato aggiunto il suono di un campanello da bici. Questo effetto crea una profonda crepa tra la malinconia di High Hopes ed il surrealismo psichedelico di Bike.

## Cover
- I P-Model hanno reinterpretato la canzone in giapponese nel loro album del 1984 Another Game.[3] Il testo è stato adattato dal leader del gruppo Susumu Hirasawa, usando parole in giapponese che assomigliassero a quelle in inglese del testo originale, anziché tradurlo, facendola diventare una parodia. La canzone è stata inoltre suonata utilizzando un sintetizzatore FM Yamaha DX7.
- The Hotrats ne hanno realizzato una cover nel loro album del 2009 Turn Ons.[4]
- I Phish hanno eseguito la canzone dal vivo a partire dal settembre 2015, in 41 dei suoi concerti, spesso accompagnato dal batterista Jon Fishman, accompagnandosi suonando un aspirapolvere Electrolux.[5]